# Primarias del Partido Republicano de 2008 en Massachusetts
Las primarias republicanas de Massachusetts, 2008 fueron el 5 de febrero de 2008, con 40 delegados nacionales. Las encuestas indicaban que el exgobernador de Massachusetts Mitt Romney estaba ganando a su rival John McCain; él terminó ganándole a McCain por al menos del 10% del voto.

## Resultados
| Candidato     | Votes   | Porcentajes | Delegados |
| ------------- | ------- | ----------- | --------- |
| Mitt Romney   | 254,086 | 51.22%      | 21        |
| John McCain   | 204,016 | 41.13%      | 17        |
| Mike Huckabee | 20,314  | 4.09%       | 0         |
| Ron Paul      | 13,129  | 2.65%       | 0         |
| Rudy Giuliani | 2,634   | 0.53%       | 0         |
| Indecisos     | 1,871   | 0.38%       | 0         |
| Total         | 496,050 | 100%        | 38        |